# Chlotrudis Award de la meilleure réalisation
Le Chlotrudis Award de la meilleure réalisation (Chlotrudis Award for Best Director) est une récompense cinématographique américaine décernée depuis 1997 par la Chlotrudis Society for Independent Film lors de la cérémonie annuelle récompensant les meilleurs films indépendants internationaux.

## Palmarès

### Années 1990
- 1997 : Joel Coen pour Fargo
  - Danny Boyle pour Trainspotting
  - Steve Buscemi pour Trees Lounge
  - Mike Leigh pour Secrets et mensonges (Secrets & Lies)
  - Billy Bob Thornton pour Sling Blade
  - Les Wachowski pour Bound
  - Jerry Zaks pour Simples Secrets (Marvin's Room)
- 1998 : Curtis Hanson pour L.A. Confidential
  - Atom Egoyan pour De beaux lendemains (The Sweet Hereafter)
  - Ang Lee pour Ice Storm (The Ice Storm)
  - Angela Pope pour Une vie normale (Hollow Reed)
  - Alan Rickman pour L'Invitée de l'hiver (The Winter Guest)
- 1999 : Roberto Benigni pour La vie est belle (La vita è bella)
  - Darren Aronofsky pour Pi
  - Lisa Cholodenko pour High Art
  - Bill Condon pour Ni dieux ni démons (Gods and Monsters)
  - John Madden pour Shakespeare in Love
  - Todd Solondz pour Happiness

### Années 2000
- 2000 : Spike Jonze pour Dans la peau de John Malkovich (Being John Malkovich)
  - Paul Thomas Anderson pour Magnolia
  - Bernardo Bertolucci pour Shandurai (L'assedio)
  - Joan Chen pour Xiu Xiu (天浴)
  - David Mamet pour L'Honneur des Winslow (The Winslow Boy)
  - Sam Mendes pour American Beauty
  - Kimberly Peirce pour Boys Don't Cry
  - Tom Tykwer pour Cours, Lola, cours (Lola rennt)
- 2001 : Ang Lee pour Tigre et Dragon (臥虎藏龍)
  - Darren Aronofsky pour Requiem for a Dream
  - Claire Denis pour Beau Travail
  - Majid Majidi pour La Couleur du paradis (رنگ خدا)
  - Erich Mendelsohn pour Babylon, USA (Judy Berlin)
  - Jeremy Podeswa pour Les Cinq Sens (The Five Senses)
  - Steven Soderbergh pour Traffic
  - Julie Taymor pour Titus
  - Lars von Trier pour Dancer in the Dark
- 2002 : Christopher Nolan pour Memento
  - Todd Field pour In the Bedroom
  - Alejandro González Iñárritu pour Amours chiennes (Amores perros)
  - Richard Linklater pour Waking Life
  - David Lynch pour Mulholland Drive
  - Takashi Miike pour Audition (オーディション)
  - John Cameron Mitchell pour Hedwig and the Angry Inch
  - Tom Tykwer pour La Princesse et le Guerrier (Der Krieger und die Kaiserin)
  - Liv Ullmann pour Infidèle (Trolösa)
  - Wong Kar-wai pour In the Mood for Love (花樣年華)
- 2003 : Todd Haynes pour Loin du paradis (Far from Heaven)
  - Pedro Almodóvar pour Parle avec elle (Hable con ella)
  - Paul Thomas Anderson pour Punch-Drunk Love
  - Michael Haneke pour La Pianiste
  - Richard Kelly pour Donnie Darko
  - Zacharias Kunuk pour Atanarjuat (ᐊᑕᓈᕐᔪᐊᑦ)
  - Mira Nair pour Le Mariage des moussons (Monsoon Wedding)
  - Phillip Noyce pour Le Chemin de la liberté (Rabbit-Proof Fence)
- 2004 : Sofia Coppola pour Lost in Translation
  - Danny Boyle pour 28 jours plus tard (28 Days Later)
  - Claire Denis pour Vendredi soir
  - David Gordon Green pour All the Real Girls
  - Lukas Moodysson pour Lilja 4-ever
  - Lynne Ramsay pour Morvern Callar
  - Shari Springer Berman et Robert Pulcini pour American Splendor
- 2005 : Lucas Belvaux pour La Trilogie (Cavale, Un couple épatant et Après la vie)
  - Jonathan Caouette pour Tarnation
  - David Gordon Green pour L'Autre Rive (Undertow)
  - Guy Maddin pour The Saddest Music in the World
  - Pen-ek Ratanaruang pour Last Life in the Universe (เรื่องรัก น้อยนิด มหาศาล)
  - Tsai Ming-liang pour Goodbye, Dragon Inn (不散)
  - Andreï Zviaguintsev pour Le Retour (Возвращение)
- 2006 : Ang Lee pour Le Secret de Brokeback Mountain (Brokeback Mountain)
  - George Clooney pour Good Night and Good Luck
  - Werner Herzog pour Grizzly Man
  - Kim Ki-duk pour Locataires (빈집)
  - Hirokazu Kore-eda pour Nobody Knows
  - Bennett Miller pour Truman Capote (Capote)
  - Wong Kar-wai pour 2046
- 2007 : Michael Haneke pour Caché
  - Pedro Almodóvar pour Volver
  - Fernando Eimbcke pour Temporada de patos
  - David Lynch pour Inland Empire
  - Deepa Mehta pour Water (वाटर)
- 2008 : Paul Thomas Anderson pour There Will Be Blood
  - Joel et Ethan Coen pour No Country for Old Men
  - Julia Loktev pour Day Night Day Night
  - Sarah Polley pour Loin d'elle (Away from Her)
  - Julian Schnabel pour Le Scaphandre et le Papillon
  - Tsai Ming-liang pour I Don't Want to Sleep Alone (黑眼圈)
- 2009 :  (ex æquo)
  - Mike Leigh pour Be Happy (Happy-Go-Lucky)
  - Guy Maddin pour Winnipeg mon amour (My Winnipeg)
    - Tomas Alfredson pour Morse (Låt den rätte komma in)
    - Cristian Mungiu pour 4 mois, 3 semaines, 2 jours (4 luni, 3 săptămâni şi 2 zile)
    - Kelly Reichardt pour Wendy et Lucy (Wendy and Lucy)

### Années 2010
- 2010 : Hirokazu Kore-eda pour Still Walking (歩いても 歩いても)
  - Claire Denis pour 35 rhums
  - Michael Haneke pour Le Ruban blanc (Das weiße Band)
  - Werner Herzog pour Bad Lieutenant : Escale à La Nouvelle-Orléans (The Bad Lieutenant: Port of Call New Orleans)
  - Götz Spielmann pour Revanche
- 2011 : Debra Granik pour Winter's Bone
  - Banksy pour Faites le mur ! (Exit Through the Gift Shop)
  - Bong Joon-ho pour Mother (마더)
  - Tze Chun pour Children of Invention (en)
  - Xavier Dolan pour J'ai tué ma mère
  - John Cameron Mitchell pour Rabbit Hole
- 2012 : Asghar Farhadi pour Une séparation (جدایی نادر از سیمین)
  - Sean Durkin pour Martha Marcy May Marlene
  - Michel Hazanavicius pour The Artist
  - Mike Leigh pour Another Year
  - Takashi Miike pour 13 Assassins (十三人の刺客)
  - Lars von Trier pour Melancholia
- 2013 : Wes Anderson pour Moonrise Kingdom
  - Jacques Audiard - De rouille et d'os
  - Sarah Polley - Take This Waltz
  - Michaël R. Roskam - Bullhead (Rundskop)
  - Benh Zeitlin - Les Bêtes du sud sauvage (Beasts of the Southern Wild)